# Hữu Hỗ
Hữu Hỗ (chữ Hán: 有扈) là tên 1 quốc gia bộ lạc đã từng tồn tại trong lịch sử Trung Quốc từ đầu thời nhà Hạ trở về trước, địa bàn Hữu Hỗ thị nay thuộc khu vực huyện huyện Hộ của tỉnh Thiểm Tây.

## Những ghi chép trong lịch sử
Bấy giờ đang là giai đoạn chuyển giao giữa thời đại thiện nhượng và chế độ thế tập, Hạ Vũ truyền ngôi cho một công thần là Bá Ích nhưng khi Vũ mất Ích lo quốc tang ba năm rồi trao lại cho con Vũ là Hạ Khải. Khải triệu tập chư hầu đến chứng kiến lễ đăng cơ của mình, một số nước tuy không phục nhưng vẫn đến nhưng riêng nước Hữu Hỗ thì chống đối ra mặt. Khải lập tức phát binh tiến đánh Hữu Hỗ và hai bên giao chiến nhiều trận kịch liệt, kết quả Khải đã đánh bại quân Hữu Hỗ ở đất Cam khiến nước này bị xóa tên trên bản đồ. Từ đó về sau các nước khác chư hầu đều sợ hãi và công nhận Khải, Khải chính thức là người bãi bỏ chế độ truyền ngôi cho người hiền được xác lập từ đời đế Nghiêu.